# Järnboås socken
Järnboås socken i Västmanland ingick i Nora och Hjulsjö bergslag, uppgick 1965 i Nora stad och området ingår sedan 1971 i Nora kommun i Örebro län och motsvarar från 2016 Järnboås distrikt.
Socknens areal är 133,34 kvadratkilometer, varav 118,33 land. År 2000 fanns här 646 invånare. Orterna Nyhyttan och Järnboås samt sockenkyrkan Järnboås kyrka ligger i socknen.

## Administrativ historik
Järnboås socken bildades omkring 1660 genom en utbrytning ur Nora socken.
Vid kommunreformen 1862 övergick socknens ansvar för de kyrkliga frågorna till Järnboås församling och för de borgerliga frågorna till Järnboås landskommun. Landskommunen inkorporerades 1952 i Noraskogs landskommun som 1965 uppgick i Nora stad som 1971 ombildades till Nora kommun. Församlingen uppgick 2010 i Nora bergslagsförsamling.
1 januari 2016 inrättades distriktet Järnboås, med samma omfattning som församlingen hade 1999/2000.
Socknen har tillhört fögderier, tingslag och domsagor enligt vad som beskrivs i artikeln Nora och Hjulsjö bergslag.

## Geografi
Järnboås socken ligger kring Arbogaåns övre lopp (Rastaälven) och nordväst om sjön Fåsjön. Socknen är en kuperad skogsbygd med höjder som i Vällingsbackaåsen når 308 meter över havet. I dalgångarna finns avlagrade sediment som möjliggjort ett mer intensivt jordbruk. På höjderna, där moräntäcket är tunt, upptäcktes järnmalm. Järnboås är en mycket malmrik socken och här finns järn men också koppar.
Järnboåsbygden utgörs av Järnboås skolas upptagningsområde och består av byarna Fåsjöhyttan, Gammelhyttan, Finnshyttan, Vassland, Tolvsbörd, Nyhyttan, Lindesby, Timanshyttan, Klacka-Lerberg och Timansberg i Nora kommun och Hjulsjö, Grängshyttan och Grängen i Hällefors kommun. Järnboåsbygden har 2010 enligt SCB 947 invånare. 

### Vägar
Många vägar i Järnboås har dragits för transporterna till hyttor och gruvor medan de på senare tid också anpassats till skogsavverkningen. Den gamla landsvägen i Järnboås gick över Kåfalla och över skogen till Fåsjöhyttehäll.
Idag finns det fem milstolpar kvar i Järnboås. En finns i Klacka-Lerberg, en mellan Göranstorp och skolan, två i Nyhyttan och en vid Sångesnäs. Det har också funnits en vid Gölagården som dock blivit stulen. Stolparna har placerats på 2700 meters avstånd vilket var ¼ av en gammal mil (som var 10 869 m). De flesta av stenarna är från 1766 men den i Klacka-Lerberg är från 1850.

## Natur
I Rastälvens dalgång och i landskapet runt Järnboås finns en rik variation av barrskogar. Löv- och lövrika skogar finns runt älven och i sluttningarna och bergen. Öppna hag, betes- och åkermarker dominerar oftast närmast älven nere i dalgången. På grund av den kuperade och ibland delvis svårbrukade terrängen finns det några få naturliga skogar och flera äldre skogar kvar i trakten. Några av dem är idag naturreservat.

### Naturreservaten i trakten
- Erikaberget ligger mitt emot Nyhyttan. I naturreservatet finns en led på cirka 3 km och en utsiktsplats.
- Limberget ligger mellan Järnboås och Grängshyttan (egentligen mellan Skathöjden och Källbron). I norra delen av reservatet finns ett igenvuxet gammalt dagbrott. Skogen vid Limberget är idag mycket gammal med många döda träd. I naturreservatet finns många sällsynta arter av växter och djur. Flera gamla vilt- och kolarstigar finns som löper genom skogen. Informationstavlor finns i både sydvästra och nordöstra delen av reservatet.

- Naturreservatet Håkansbodaberget domineras av en nästan 200 år gammal barrskog med gott om lövträd i. Vandrar men genom skogen i reservatet finns det goda chanser att möta tjäder och järpe, kanske även tretåig hackspett. Terrängen är småkuperad och en stigslinga på cirka 3 km finns i reservatet
- Stensjön, heter en sjö som ligger cirka 3 km väster om Klacka-Lerberg. Det är även namnet på det naturreservat som finns runt sjön. Området är känt för den oerhört natursköna Stensjön, omgiven av gamla skogar och delvis storblockig eller brant terräng. Skogarna i naturreservatet är idag gamla och orörda. Tidigare nyttjades de för kolvedhuggning, vilket fortfarande syns vid flera väl bevarade kolbottnar i området. En led och rundslinga på ca 6,5 km finns i reservatet.

- Kindlahöjden ligger cirka 1,5 mil nordost om Järnboås. Det är ett av Örebro läns största naturreservat. I reservatet finns vidsträckta myrar, flera sjöar och små bäckar. Naturen är vildvuxen och terrängen kuperad. Här finns allt från urskog till brukad skog. De flesta skogsbestånden är idag äldre än 150 år. De äldsta över 300 år gamla. I naturreservatet finns många fasta anordningar som utkikstorn, toaletter, vindskydd, timmerkojor och kolarkoja. I reservatet finns många kilometer vandringsled. Väl underhållna med spångar och ledmarkeringar. Sträckorna är uppmarkerade med avstånd och symboler. Bergslagsleden ansluter till reservatets stigsystem i nordöst.

## Historia

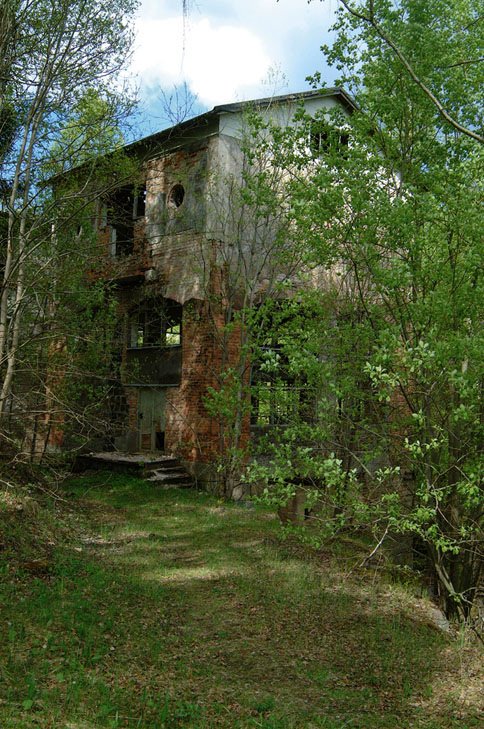
Lindesby hytta

### Tidig befolkning
Från järnåldern är det sannolikt att området vid Rastälvens och Järleåns vattensystem har använts som utmarker för fäboddrift och säsongsmässig järnutvinning. Pollenanalys och andra arkeologiska data visar på att folk bott här sedan vår tideräknings början.
Fast bosättning kan ha förekommit från och med vikingatiden eller tidig medeltid och troligen kombinerades då jordbruk med järnframställning.

### Medeltiden
Lindesby i Järnboås nämns för första gången i Ulfssons jordabok från 1498, som sammanställdes av Jöns Ulfsson i Ervalla.  Lindesby omfattade byn Gammelhyttan, Nyhyttan och nuvarande Lindesby. I en jordabok från 1539 nämns Finnshyttan, Gammelhyttan, Nyhyttan och Vassland.
Från historisk tid finns ett tiotal hyttplatser, några med bevarade ruiner, och talrika gruvhål. De hyttor som Järnboås bergsmän drev 1539 och 1540 var: 
Finshyttan, Gammelhyttan,Håkansboda, Lindesby med hyttan, Moshyttan, Nyhyttan, Tolsböle lagmansgård, Vassland. 1550 var sju hyttor igång i Järnboås – Fervhyttan har tillkommit.Detta var en framgångsrik period i bygden.
Hertig Karl intresserade sig livligt för sitt hertigdöme och försökte förbättra bergsbruket. År 1600 lät han länspumpa Klacka gruva genom en vattenkonst som var ny.

### Lindesgruvan
Någon gång i slutet av 1500-talet eller början av 1600-talet inträffade ett ras i Lindesgruvan. En gammal kvinna berättade senare att ”Uti ovan bemälte gruva blevo nio människor ihjälslagne, och hon var den tionde, som med stor ve och jämmer undanslapp”. Som det andra Älvsborgs lösen fick svenskarna under 1610-talet på sex år erlägga totalt en miljon riksdaler, vilket motsvarade 25 000 kilo silver. Detta ledde till att bergsmännen i Noraskoga i allmogens besvär till riksdagen 1614 beklagar sig över den nedfallna gruvan (Gamla Lindesgruvan). Därför vill man befrias från att erlägga den andra Älvsborgs lösen. Vilket svar bergsmännen fick är oklart men 1617 var kungen tvungen att ge bergsmännen uppskov med fjärde terminens betalning ”efter de av menföret hava lidit skada uti deras arbete”.
Den 27 juli 1658 hölls gruvting i Nyhyttan. Tinget gällde upptagande av den gamla Lindesgruvan. Bergmästare och bergsfogdar försökte förmå Nyhytte - bergsmännen att undersöka om det fanns malm där och påbörja brytning. Dessa oroade sig dock för olycksfall i den igenrasade gruvan, som tidigare hade varit svårt olycksdrabbad. Trots bergmästarnas löfte om skattefrihet vägrade bergsmännen i Nyhyttan att ta upp brytningen i den gamla Lindesgruvan. Det kom troligen att dröja till 1700-talets sista hälft innan man började bryta i Lindesgruvan igen.

### Konstgång
Vid ett gruvting 1613 meddelades att Rössbergsgruvan var igenfylld med vatten och jord efter ett gruvras som hade drabbat Nyhyttans bergsmän. Med hjälp av en utlänning, Mickel Henriksson, iståndsattes den med Konstgång så att den kunde brukas igen. År 1600 lät Kung Karl IX länspumpa Klacka gruva genom en vattenkonst som var ny.

### Kung Karl IX och osmundar
Kung Karl IX genomdrev på Norrköpings riksdag 1604 förbud mot export av osmundjärn. Även tidigare kungar hade motarbetat osmundjärnet. Omkring 1620 inträder en reformperiod i svenskt bergsbruk då det s.k. tysksmidet och vallonsmidet införs. Svenskt järn fick mycket hög kvalitet och blev en viktig exportvara. Bergsmännen var dock alltför ovana och okunniga och vågade sig inte på de nya tillverkningsformerna. Bergmästaren Erik Sneckenberg rapporterar 1687 att det gamla osmundsmidet mest förekom i Nora-, Järnboås- och Hjulsjö. Detta var inget han såg med blida ögon och arbetade för att få bort det på lång sikt. Osmundtillverkningen upphörde inte förrän under 1800-talets första hälft.

### Bergsmän och militärtjänst
Bergsmännen och deras drängar var befriade från militärtjänst, något som Gustav II Adolf beslutat i början av sin regering. Trots detta fick Nyhyttans bergsmän 1614 avstå från två knektar vid mönstringen. Den ene var Lasse Olofsson (Bonde) som bedrev ett litet bergsbruk och jordbruk samt en Olof Andersson. Att en hyttby fick avstå två knektar var ovanligt men kan ha samband med att produktionen i Nyhyttan gick ner efter raset och det blev överskott på arbetskraft.

### Hyttor
Enligt bergsfogden Nils Normans ämbetsberättelse från 1684 fanns då åtta hyttor i Järnboås. Det bör ha varit Fervhyttan, Finnshyttan, Gammelhyttan, Lindesby hytta, Nyhyttan, Vassland, Håkansboda och Moshyttan. 1737 blåstes inte längre Håkansboda och Moshyttan.
Dolomitbrottet var i drift 1911 – 1941 och där bröts under perioden cirka 225 000 ton dolomit som användes vid järnhanteringen.

## Namnet
Namnet (1683 Jernboåhs) innehåller järnbod, 'förrådshus för järn' och ås. Långt in på 1900-talet hade byarna järnbodar vid kyrkan på Sandåsen och här startade transporterna av järn till Nora och Arboga med en utförslöpa ända ner till Fåsjön.
Före 1902 skrevs namnet Jernboås socken. 

## Befolkningsutveckling
| Befolkningsutvecklingen i Järnboås socken 1750–2000                                                     | Befolkningsutvecklingen i Järnboås socken 1750–2000 | Befolkningsutvecklingen i Järnboås socken 1750–2000 | Befolkningsutvecklingen i Järnboås socken 1750–2000 | Befolkningsutvecklingen i Järnboås socken 1750–2000 |
| --- | --------------------------------------------------- | --------------------------------------------------- | --------------------------------------------------- | --------------------------------------------------- |
| |                                                     |                                                     |                                                     |                                                     |
| År |                                                     |                                                     | Folkmängd                                           |                                                     |
| 1750 | 1750                                                |                                                     | 998                                                 |                                                     |
| 1760 | 1760                                                |                                                     | 1 113                                               |                                                     |
| 1780 | 1780                                                |                                                     | 1 294                                               |                                                     |
| 1790 | 1790                                                |                                                     | 1 338                                               |                                                     |
| 1800 | 1800                                                |                                                     | 1 355                                               |                                                     |
| 1810 | 1810                                                |                                                     | 1 168                                               |                                                     |
| 1820 | 1820                                                |                                                     | 1 267                                               |                                                     |
| 1830 | 1830                                                |                                                     | 1 417                                               |                                                     |
| 1840 | 1840                                                |                                                     | 1 455                                               |                                                     |
| 1850 | 1850                                                |                                                     | 1 727                                               |                                                     |
| 1860 | 1860                                                |                                                     | 1 753                                               |                                                     |
| 1870 | 1870                                                |                                                     | 1 890                                               |                                                     |
| 1880 | 1880                                                |                                                     | 2 200                                               |                                                     |
| 1890 | 1890                                                |                                                     | 1 984                                               |                                                     |
| 1900 | 1900                                                |                                                     | 1 883                                               |                                                     |
| 1910 | 1910                                                |                                                     | 1 622                                               |                                                     |
| 1920 | 1920                                                |                                                     | 1 477                                               |                                                     |
| 1930 | 1930                                                |                                                     | 1 327                                               |                                                     |
| 1940 | 1940                                                |                                                     | 1 113                                               |                                                     |
| 1950 | 1950                                                |                                                     | 975                                                 |                                                     |
| 1960 | 1960                                                |                                                     | 883                                                 |                                                     |
| 1970 | 1970                                                |                                                     | 689                                                 |                                                     |
| 1980 | 1980                                                |                                                     | 643                                                 |                                                     |
| 1990 | 1990                                                |                                                     | 679                                                 |                                                     |
| 2000 | 2000                                                |                                                     | 646                                                 |                                                     |
| Anm: Källor: Umeå universitet - Tabellverket 1749-1859, Demografiska databasen, CEDAR, Umeå universitet |                                                     |                                                     |                                                     |                                                     |